# آلیسا اوژوگینا
آلیسا اوژوگینا (انگلیسی: Alisa Ozhogina؛ زادهٔ ۳۱ اکتبر ۲۰۰۰) شناگر زن شنای موزون روس‌تبار اهل اسپانیا است.
وی در مسابقات کشوری و بین‌المللی در مجموع برندهٔ ۳ مدال طلا، ۱ مدال نقره، ۳ مدال برنز شده‌است.